# Kohärenzbasierte genealogische Methode

Logo des Instituts für Neutestamentliche Textforschung, Münster

Die Kohärenzbasierte genealogische Methode (Coherence Based Genealogical Method, CBGM) ist ein am Institut für Neutestamentliche Textforschung in Münster von Gerd Mink entwickeltes EDV-gestütztes Verfahren zur Ermittlung des besten griechischen Textes im Neuen Testament. Es liegt der Editio Critica Maior zugrunde und in dem Maße, wie diese Edition für die einzelnen neutestamentlichen Schriften fertiggestellt wird, auch dem Novum Testamentum Graece ab der 28. Auflage (2012). Die Kohärenzbasierte genealogische Methode gibt die Hypothese der Texttypen (alexandrinisch, westlich, byzantinisch) auf, welche seit den 1960er Jahren sehr breit akzeptiert war, und kehrt unter veränderten Bedingungen zum Handschriften-Stemma zurück.

## Problemstellung
Die handschriftliche Überlieferung neutestamentlicher Texte ist sehr stark kontaminiert, d. h. die Kopisten schrieben nicht immer nur eine Vorlage ab, sondern kombinierten manchmal mehrere Vorlagen. Eher selten geschah das so, dass der Kopist zwei Manuskripte vor sich liegen hatte und mal dem einen, mal dem anderen Text folgte. Das ist nämlich umständlich. Häufig kam Kontamination nach Paul Maas folgendermaßen zustande: In einer Handschrift F wurden abweichende Lesarten einer anderen Handschrift A (nicht Vorlage von F) am Rand oder zwischen den Zeilen eingetragen. Der Kopist, der die Handschrift F vor sich hatte, folgte mal dem Text von F, mal übernahm er die als Glossen eingetragenen Lesarten von A. Wenn A und F verloren gingen und nur das Werk des Kopisten J erhalten blieb, lässt sich dieses nicht mehr eindeutig zuordnen, denn es weist sowohl typische Merkmale (Sonderfehler) von F als auch von A auf.
Durch die vielen Kopiervorgänge biblischer Texte addierten sich diese Kontaminationen auf. Ein klassisches Handschriften-Stemma im Stil von Karl Lachmann kann für das Neue Testament nicht erstellt werden, denn es setzt voraus, dass jeder Schreiber nur eine Vorlage kopiert. Ein Textzeuge kann aufgrund der Mischung seiner Vorlagen alte und junge Textvarianten enthalten. Andererseits können Textvarianten auch zufällig und unabhängig voneinander bei mehreren Kopisten entstehen, sind also nicht immer ein Indiz für Abhängigkeit. 
Nach dem 9. Jahrhundert herrschte der byzantinische Text (Koine-Text) vor, ein standardisierter Text, allerdings in mehreren Spielarten, der auch sehr alte Lesarten bieten kann. Von den Manuskripten, die vor dem 9. Jahrhundert geschrieben wurden, ist nur ein geringer Teil erhalten. „Die frühen Handschriften sind in der Regel einzelne Überlebende, die unterschiedliche Textformen in ständig wechselnden Kombinationen bezeugen.“

## Texttypentheorie
Mit der Texttypentheorie schuf sich die neutestamentliche Textkritik in den 1960er Jahren eine Möglichkeit, mit dem Problem der Kontamination und dem Scheitern einer Stemmatik umzugehen. Sie ordnet Manuskripte bestimmten Texttypen zu, um ihren Zeugenwert beurteilen zu können. Bruce Metzger vertrat sie in viel rezipierten Werken. Sie liegt auch den damaligen Editionen des Novum Textamentum Graece bzw. des Greek New Testament zugrunde. Metzger postulierte drei Texttypen mit je eigenem Profil:
- der Alexandrinische Text: knapp, dem Original am nächsten, verbunden mit dem Bischofssitz von Alexandria, wo das Kopieren des Neuen Testaments beaufsichtigt wurde und in Folge der Gelehrtentradition der Metropole ein hoher Standard herrschte,
- der Westliche Text: zu Paraphrasen und Texterweiterungen neigend, Ergebnis des „Wildwuchses“ der Textüberlieferung im 2. Jahrhundert, und
- der Byzantinische Text: Stilistische Verbesserung, Konflation (d. h. zwei divergierende Lesarten werden zu einer verschmolzen), Harmonisierung von Textparallelen.

Ernest C. Colwell unternahm den Versuch einer methodischen Grundlegung der Texttypentheorie. Ihm zufolge standen am Anfang der drei Texttypen keine Rezensionen, sie  entwickelten sich vielmehr in einem längeren Prozess. Colwell legte darüber hinaus eine empirische Überprüfung der Texttypentheorie vor. Diese war noch nicht EDV-unterstützt und arbeitete deshalb mit relativ wenig Daten: Er untersuchte nur Kapitel 11 im Johannesevangelium in 13 ausgewählten Manuskripten. Außerdem ignorierte er alle Singulärlesarten. Das war die schmale Basis, aufgrund derer Colwell Texttypen definierte: mindestens 70 % Übereinstimmung der Zeugen, mindestens 10 % Unterschied zwischen den Texttypen.
Im Jahr 1995 referierte Barbara Aland den Stand der Neutestamentlichen Textforschung, so wie sie am Münsteraner Institut betrieben wurde. Die früheren Klassifizierungen alexandrinisch, westlich, byzantinisch seien nur mehr eine „griffige Grobcharakterisierung“; die dahinter stehenden Theorien seien meist schon aufgegeben. In dieser Übergangssituation arbeite das Institut „versuchsweise und vorläufig“ mit fünf Kategorien, die auf Testkollationen aller Handschriften beruhten und nur zur „ersten Orientierung über jedes Manuskript“ dienen sollten: I und II zusammen sind der üblicherweise so genannte alexandrinische Text, IV (sehr wenige Exemplare) der rein ausgeprägte westliche Text und V die sich klar vom Rest unterscheidende späte byzantinische Textform. Das ungelöste und mit der Zahl erfasster Handschriften immer noch wachsende Problem zeigt sich bei III, ein großes „Sammelbecken von ganz verschiedenen Mischungen von Varianten, teils neuen Lesarten, zum größeren Teil schon aus den anderen Kategorien bekannten Lesarten, die in immer neuen Mischungen auftreten“.

## Neuansatz: CBGM
Die Kohärenzbasierte genealogische Methode setzt voraus, dass ein antiker Schreiber seine Vorlage getreu kopieren will (wenn es ihm auch nicht immer gelingt) und sie nicht eigenmächtig umschreibt. Er ist aber bereit, von ihr abzuweichen, wenn er Textvarianten aus anderen Quellen kennt, die er für besser hält. Die Quelle der Kontamination ist im Regelfall ein der Vorlage ähnlicher Text.
Grundlegend für die Kohärenzbasierte genealogische Methode ist ihre Definition des Textzeugen: nicht das Manuskript, das kodikologisch und paläographisch beschrieben werden kann, heißt Zeuge (Witness, W), sondern der Text, den dieses Manuskript enthält. Dank EDV ist es möglich, jede Textvariante jedes einzelnen Zeugen mit den Varianten aller anderen Zeugen zu vergleichen. Für die Editio Maior der Katholischen Briefe wurden beispielsweise 123 Textzeugen kollationiert und 3046 Stellen, an denen sie differieren, ermittelt. Man kann nun den Text von Codex Sinaiticus (01) und Codex Vaticanus (03) vergleichen, der in 2999 dieser Stellen bei beiden vorliegt und feststellen, dass in 2613 dieser Varianten beide übereinstimmen, während sie in 386 Varianten differieren; das ist eine prä-genealogische Kohärenz (pre-genealogical coherence) von 87,1 Prozent.
Die Beziehung zweier Textzeugen wird abgeleitet aus der Beziehung ihrer Textvarianten. Wenn Zeuge A Textvarianten hat, die jenen des Zeugen B vorausgehen, heißt das, der Text „fließt“ von A zu B. Im Fall von Vaticanus und Sinaiticus werden die 386 differierenden Varianten von den Editoren daraufhin bewertet, welche als früher zu gelten hat (lokales Stemma). In 250 Fällen fließt der Text von Vaticanus zu Sinaiticus, in 89 Fällen in die umgekehrte Richtung; bei den übrigen Varianten bleibt die Beziehung unklar. Vaticanus ist also in den Katholischen Briefen in vielen Fällen ein potentieller Vorfahre für Sinaiticus; die früheren Lesarten, die Sinaiticus bietet, sind durch Kontamination erklärbar (der Kopist nutzte eine weitere alte Vorlage). Die so für einzelne variierende Textstellen ermittelte genealogische Kohärenz beruht also auf textkritischem Fachwissen (und gegebenenfalls auch Voreingenommenheiten) der Editoren. Sie kann in einem Textflussdiagramm mit der prä-genealogischen Kohärenz zusammen betrachtet und dadurch überprüft werden. Computergestützt entsteht so ein sehr komplexes Netzwerk der Abhängigkeitsverhältnisse von Textzeugen. Wenn so die vorherrschenden Textflüsse erkennbar werden, gibt das auch Hinweise, die genealogische Kohärenz von Varianten zu beurteilen, bei denen die klassische Textkritik allein nicht zu Ergebnissen gelangt. Ein Ziel besteht darin, die traditionelle Variantenbewertung nach „inneren Kriterien“ empirisch zu überprüfen.
Bei der 28. Auflage des Novum Testamentum Graece (2012) führte die Anwendung von CBGM, die nur für die Katholischen Briefe möglich war, zu 34 Änderungen im Obertext. Fast ein Drittel davon sind Lesarten, die klassischerweise dem byzantinischen Texttyp zugeordnet wurden. Insgesamt führt CBGM zu einer größeren Wertschätzung des byzantinischen Textes mit seinen beiden Weiterentwicklungen, dem Textus receptus der frühneuzeitlichen Bibeldrucke und dem in der Liturgie der Griechisch-orthodoxen Kirche verwendeten Text.